# Répertoire opérationnel des métiers et des emplois
Pour les articles homonymes, voir Rome (homonymie) et Répertoire des métiers.
Le Répertoire opérationnel des métiers et des emplois (ROME) est un répertoire créé en 1974, par l'Agence nationale pour l'emploi (ANPE), aujourd'hui France Travail en France. Il sert à identifier aussi précisément que possible chaque métier. Ce répertoire comprend plus de 10 000 appellations de métiers et d'emplois.
Cette nomenclature et la codification du ROME sont utilisées par d'autres organismes publics ou privés traitant de l'emploi.

## Histoire

### Première version (1974)
L'Agence nationale pour l'emploi (ANPE) est créée en 1967. Dans ses premières années, elle s'appuie sur la Nomenclature des métiers et des activités individuelles (NAI), créée en 1947, pour classer les offres d'emploi déposées par les entreprises et les demandes d'emploi formulées par les usagers.
Cependant, la NAI et les autres nomenclatures dérivées de celles-ci, issues des accords Parodi dans le contexte de la réorganisation économique de la période d'après-guerre, avaient pour objet de réaliser un classement des métiers en fonction de leur niveau de qualification et de rémunération. Elles répertoriaient de nombreuses appellations, mais elles contenaient peu d'informations qualitatives sur le contenu des activités, dont l'ANPE avait besoin pour associer une offre d'emploi ou un demandeur d'emploi à un métier. Cette limite conduit l'ANPE à élaborer un nouveau répertoire plus utile à son activité.
Le Répertoire opérationnel des métiers et des emplois (ROME) est créé en 1974 par l'Agence nationale pour l'emploi (ANPE),,,.
Il a pour objectif de faciliter l'appariement entre les offres d'emplois proposées par les employeurs et les profils des demandeurs d'emploi grâce à un « vocabulaire commun » : l'emploi offert et le métier du demandeur doivent être désignés par une même dénomination. Il répond ainsi à un besoin opérationnel de l'ANPE et n'a donc pas pour but, contrairement à d'autres nomenclatures de métiers, de réaliser des études statistiques sur le travail.
Le ROME se présente sous forme de « fiches caractéristiques ». Chaque fiche identifie un emploi, dont elle décrit le contenu, les formations souhaitées par les employeurs, et les relations avec d'emplois proches, plus qualifiés ou plus spécialisés. Les emplois sont regroupées en « familles ». Le nombre de fiches est évolutif. Elles ne sont pas numérotées par un code ; cependant, le code de leur équivalent dans la Nomenclature des métiers et des activités individuelles (NAI) et la Nomenclature des emplois du Céreq. Un index alphabétique permet de naviguer dans les fiches à partir des mots-clefs.
En 1976, le ROME compte environ 1 000 fiches, et l'ANPE estime qu'il pourrait atteindre à terme 1 500 fiches.
En 1989, il compte environ 1 150 dénominations d'emploi, regroupées en 42 « familles » ou « secteurs professionnels », parmi lesquels l'agriculture, le bâtiment et la fonction publique.

### Deuxième version (1993)
En 1989, l'Agence nationale pour l'emploi (ANPE) engage une révision de son Répertoire opérationnel des métiers et des emplois. Sa première version est considérée comme obsolète face à l'évolution du marché du travail. L'apparition de nouveaux métiers n'est pas une difficulté substantielle, car elle est facilement surmontée par la création de nouvelles fiches. En revanche, l'utilisation du ROME rencontre deux problèmes :
- D'une part, la classification des offres d'emploi est rendue difficile par le caractère flou des besoins exprimés par les entreprises, qui sont difficiles à rapprocher des métiers du ROME : soit parce qu'elles recherchent un assemblage de compétences relevant de différents métiers, soit parce qu'elles attendent des qualités professionnelles ou la connaissance d'un domaine économique particulier davantage que des compétences issues de la formation ou de l'expérience professionnelle.
- D'autre part, l'inscription des demandeurs d'emploi dans les catégories de métiers du ROME est également difficile pour les travailleurs peu qualifiés, qui représentent la majorité des demandeurs d'emploi : leurs compétences et leurs aspirations peuvent être très généralistes, ou au contraire très étroitement cantonnées à une spécialité[8].

Pour répondre à ces difficultés, l'ANPE fixe trois principes pour l'élaboration de la deuxième version du ROME :
- Une structure en arborescence : le nouveau ROME décrira des métiers-emplois, regroupés en domaines, eux-mêmes regroupés en catégories sociales ; inversement chaque métier-emploi pourra être précisé par des « spécialisations » ou des « compétences complémentaires ». Cette structure a pour objectif de permettre un ciblage plus ou moins précis en fonction du besoin de l'entreprise : elle peut rechercher des candidats dans tout un domaine, ou au contraire viser une spécialisation précise.
- Une nomenclature évolutive : le ROME pourra être actualisé fréquemment en s'appuyant sur l'expertise des agents de l'ANPE. Ce principe vise à mieux répondre à l'évolution des besoins du marché du travail.
- La prise en compte des « atouts personnels » : le nouveau ROME recensera, en plus des compétences traditionnelles, les « aptitudes particulières » ou « compétences génériques » des individus, comme l'aptitude à communiquer avec un public, l'habileté gestuelle ou le raisonnement logique. Le but de cette approche est de mieux orienter les demandeurs d'emploi vers les offres qui leur correspondent.

La révision du ROME s'accompagne d'une modernisation du système d'information de l'ANPE, qui bénéficie des progrès de l'informatique.
La deuxième version du ROME est publiée en 1993. Elle introduit la notion d'« aires de mobilité », qui visent à identifier des aptitudes transférables d'un métier à l'autre,,.

## Présentation
Le répertoire opérationnel des métiers et des emplois fait partie des neuf bases de données de références, instituées par la loi pour une République Numérique du 7 octobre 2016, dite Lemaire. Le décret d’application 2017-331 du 14 mars 2017 relatif au service public fixe la mise à disposition de ces données de référence.
Le ROME est utilisé pour l'élaboration des familles professionnelles (FAP) en France.

### Nouvelle version 2009 du ROME
La version 2009 du ROME répertorie 531 fiches regroupant plus de 10 000 appellations différentes de métiers et emplois.
Le code ROME, composé d’une lettre et quatre chiffres, se structure en trois niveaux :
- la lettre (de A à N) une famille de métiers (au nombre de 14) ;
- la lettre et les deux premiers chiffres identifient le domaine professionnel (au nombre de 110) ;
- la lettre et les quatre chiffres, représentant le code ROME, renvoient à la fiche métier

| Famille | Domaine | n° d’ordre | Intitulé                                                                                        |
| ------- | ------- | ---------- | ----------------------------------------------------------------------------------------------- |
| A       |         |            | AGRICULTURE ET PÊCHE, ESPACES NATURELS ET ESPACES VERTS, SOINS AUX ANIMAUX                      |
| A       | 11      |            | Engins agricoles et forestiers                                                                  |
| A       | 11      | 1          | Conduite d’engins d’exploitation agricole et forestière                                         |
| A       | 12      |            | Espaces naturels et espaces verts                                                               |
| A       | 12      | 1          | Bûcheronnage et élagage                                                                         |
| A       | 12      | 2          | Entretien des espaces naturels                                                                  |
| A       | 12      | 3          | Entretien des espaces verts                                                                     |
| A       | 12      | 4          | Protection du patrimoine naturel                                                                |
| A       | 12      | 5          | Sylviculture                                                                                    |
| A       | 13      |            | Études et assistance technique                                                                  |
| A       | 13      | 1          | Conseil et assistance technique en agriculture                                                  |
| A       | 13      | 2          | Contrôle et diagnostic technique en agriculture                                                 |
| A       | 13      | 3          | Ingénierie en agriculture et environnement naturel                                              |
| A       | 14      |            | Production                                                                                      |
| A       | 14      | 1          | Aide agricole de production fruitière ou viticole                                               |
| A       | 14      | 2          | Aide agricole de production légumière ou végétale                                               |
| A       | 14      | 3          | Aide d’élevage agricole et aquacole                                                             |
| A       | 14      | 4          | Aquaculture                                                                                     |
| A       | 14      | 5          | Arboriculture et viticulture                                                                    |
| A       | 14      | 6          | Encadrement équipage de la pêche                                                                |
| A       | 14      | 7          | Élevage bovin ou équin                                                                          |
| A       | 14      | 8          | Élevage d’animaux sauvages ou de compagnie                                                      |
| A       | 14      | 9          | Élevage de lapins et volailles                                                                  |
| A       | 14      | 10         | Élevage ovin ou caprin                                                                          |
| A       | 14      | 11         | Élevage porcin                                                                                  |
| A       | 14      | 12         | Fabrication et affinage de fromages                                                             |
| A       | 14      | 13         | Fermentation de boissons alcoolisées                                                            |
| A       | 14      | 14         | Horticulture et maraîchage                                                                      |
| A       | 14      | 15         | Équipage de la pêche                                                                            |
| A       | 14      | 16         | Polyculture, élevage                                                                            |
| A       | 14      | 17         | Saliculture                                                                                     |
| A       | 15      |            | Soins aux animaux                                                                               |
| A       | 15      | 1          | Aide aux soins animaux                                                                          |
| A       | 15      | 2          | Podologie animale                                                                               |
| A       | 15      | 3          | Toilettage des animaux                                                                          |
| A       | 15      | 4          | Santé animale                                                                                   |
| B       |         |            | ARTS ET FAÇONNAGE D’OUVRAGES D’ART                                                              |
| B       | 11      |            | Arts plastiques                                                                                 |
| B       | 11      | 1          | Création en arts plastiques                                                                     |
| B       | 12      |            | Céramique                                                                                       |
| B       | 12      | 1          | Réalisation d’objets décoratifs et utilitaires en céramique et matériaux de synthèse            |
| B       | 13      |            | Décoration                                                                                      |
| B       | 13      | 1          | Décoration d’espaces de vente et d’exposition                                                   |
| B       | 13      | 2          | Décoration d’objets d’art et artisanaux                                                         |
| B       | 13      | 3          | Gravure - ciselure                                                                              |
| B       | 14      |            | Fibres et papier                                                                                |
| B       | 14      | 1          | Réalisation d’objets en lianes, fibres et brins végétaux                                        |
| B       | 14      | 2          | Reliure et restauration de livres et archives                                                   |
| B       | 15      |            | Instruments de musique                                                                          |
| B       | 15      | 1          | Fabrication et réparation d’instruments de musique                                              |
| B       | 16      |            | Métal, verre, bijouterie et horlogerie                                                          |
| B       | 16      | 1          | Métallerie d’art                                                                                |
| B       | 16      | 2          | Réalisation d’objets artistiques et fonctionnels en verre                                       |
| B       | 16      | 3          | Réalisation d’ouvrages en bijouterie, joaillerie et orfèvrerie                                  |
| B       | 16      | 4          | Réparation - montage en systèmes horlogers                                                      |
| B       | 17      |            | Taxidermie                                                                                      |
| B       | 17      | 1          | Conservation et reconstitution d’espèces animales                                               |
| B       | 18      |            | Tissu et cuirs                                                                                  |
| B       | 18      | 1          | Réalisation d’articles de chapellerie                                                           |
| B       | 18      | 2          | Réalisation d’articles en cuir et matériaux souples (hors vêtement)                             |
| B       | 18      | 3          | Réalisation de vêtements sur mesure ou en petite série                                          |
| B       | 18      | 4          | Réalisation d’ouvrages d’art en fils                                                            |
| B       | 18      | 5          | Stylisme                                                                                        |
| B       | 18      | 6          | Tapisserie - décoration en ameublement                                                          |
| C       |         |            | BANQUE, ASSURANCE, IMMOBILIER                                                                   |
| C       | 11      |            | Assurance                                                                                       |
| C       | 11      | 1          | Conception - développement produits d’assurances                                                |
| C       | 11      | 2          | Conseil clientèle en assurances                                                                 |
| C       | 11      | 3          | Courtage en assurances                                                                          |
| C       | 11      | 4          | Direction d’exploitation en assurances                                                          |
| C       | 11      | 5          | Études actuarielles en assurances                                                               |
| C       | 11      | 6          | Expertise risques en assurances                                                                 |
| C       | 11      | 7          | Indemnisations en assurances                                                                    |
| C       | 11      | 8          | Management de groupe et de service en assurances                                                |
| C       | 11      | 9          | Rédaction et gestion en assurances                                                              |
| C       | 11      | 10         | Souscription d’assurances                                                                       |
| C       | 12      |            | Banque                                                                                          |
| C       | 12      | 1          | Accueil et services bancaires                                                                   |
| C       | 12      | 2          | Analyse de crédits et risques bancaires                                                         |
| C       | 12      | 3          | Relation clients banque/finance                                                                 |
| C       | 12      | 4          | Conception et expertise produits bancaires et financiers                                        |
| C       | 12      | 5          | Conseil en gestion de patrimoine financier                                                      |
| C       | 12      | 6          | Gestion de clientèle bancaire                                                                   |
| C       | 12      | 7          | Management en exploitation bancaire                                                             |
| C       | 13      |            | Finance                                                                                         |
| C       | 13      | 1          | Front office marchés financiers                                                                 |
| C       | 13      | 2          | Gestion back et middle-office marchés financiers                                                |
| C       | 13      | 3          | Gestion de portefeuilles sur les marchés financiers                                             |
| C       | 14      |            | Gestion administrative banque et assurances                                                     |
| C       | 14      | 1          | Gestion en banque et assurance                                                                  |
| C       | 15      |            | Immobilier                                                                                      |
| C       | 15      | 1          | Gérance immobilière                                                                             |
| C       | 15      | 2          | Gestion locative immobilière                                                                    |
| C       | 15      | 3          | Management de projet immobilier                                                                 |
| C       | 15      | 4          | Transaction immobilière                                                                         |
| D       |         |            | COMMERCE, VENTE ET GRANDE DISTRIBUTION                                                          |
| D       | 11      |            | Commerce alimentaire et métiers de bouche                                                       |
| D       | 11      | 1          | Boucherie                                                                                       |
| D       | 11      | 2          | Boulangerie - viennoiserie                                                                      |
| D       | 11      | 3          | Charcuterie - traiteur                                                                          |
| D       | 11      | 4          | Pâtisserie, confiserie, chocolaterie et glacerie                                                |
| D       | 11      | 5          | Poissonnerie                                                                                    |
| D       | 11      | 6          | Vente en alimentation                                                                           |
| D       | 11      | 7          | Vente en gros de produits frais                                                                 |
| D       | 12      |            | Commerce non alimentaire et de prestations de confort                                           |
| D       | 12      | 1          | Achat vente d’objets d’art, anciens ou d’occasion                                               |
| D       | 12      | 2          | Coiffure                                                                                        |
| D       | 12      | 3          | Hydrothérapie                                                                                   |
| D       | 12      | 4          | Location de véhicules ou de matériel de loisirs                                                 |
| D       | 12      | 5          | Nettoyage d’articles textiles ou cuirs                                                          |
| D       | 12      | 6          | Réparation d’articles en cuir et matériaux souples                                              |
| D       | 12      | 7          | Retouches en habillement                                                                        |
| D       | 12      | 8          | Soins esthétiques et corporels                                                                  |
| D       | 12      | 9          | Vente de végétaux                                                                               |
| D       | 12      | 10         | Vente en animalerie                                                                             |
| D       | 12      | 11         | Vente en articles de sport et loisirs                                                           |
| D       | 12      | 12         | Vente en décoration et équipement du foyer                                                      |
| D       | 12      | 13         | Vente en gros de matériel et équipement                                                         |
| D       | 12      | 14         | Vente en habillement et accessoires de la personne                                              |
| D       | 13      |            | Direction de magasin de détail                                                                  |
| D       | 13      | 1          | Management de magasin de détail                                                                 |
| D       | 14      |            | Force de vente                                                                                  |
| D       | 14      | 1          | Assistanat commercial                                                                           |
| D       | 14      | 2          | Relation commerciale grands comptes et entreprises                                              |
| D       | 14      | 3          | Relation commerciale auprès de particuliers                                                     |
| D       | 14      | 4          | Relation commerciale en vente de véhicules                                                      |
| D       | 14      | 5          | Conseil en information médicale                                                                 |
| D       | 14      | 6          | Management en force de vente                                                                    |
| D       | 14      | 7          | Relation technico-commerciale                                                                   |
| D       | 14      | 8          | Téléconseil et télévente                                                                        |
| D       | 15      |            | Grande distribution                                                                             |
| D       | 15      | 1          | Animation de vente                                                                              |
| D       | 15      | 2          | Management/gestion de rayon produits alimentaires                                               |
| D       | 15      | 3          | Management/gestion de rayon produits non alimentaires                                           |
| D       | 15      | 4          | Direction de magasin de grande distribution                                                     |
| D       | 15      | 5          | Personnel de caisse                                                                             |
| D       | 15      | 6          | Marchandisage                                                                                   |
| D       | 15      | 7          | Mise en rayon libre-service                                                                     |
| D       | 15      | 8          | Encadrement du personnel de caisses                                                             |
| D       | 15      | 9          | Management de département en grande distribution                                                |
| E       |         |            | COMMUNICATION, MÉDIA ET MULTIMÉDIA                                                              |
| E       | 11      |            | Édition et communication                                                                        |
| E       | 11      | 1          | Animation de site multimédia                                                                    |
| E       | 11      | 2          | Écriture d’ouvrages, de livres                                                                  |
| E       | 11      | 3          | Communication                                                                                   |
| E       | 11      | 4          | Conception de contenus multimédias                                                              |
| E       | 11      | 5          | Coordination d’édition                                                                          |
| E       | 11      | 6          | Journalisme et information média                                                                |
| E       | 11      | 7          | Organisation d’événementiel                                                                     |
| E       | 11      | 8          | Traduction, interprétariat                                                                      |
| E       | 12      |            | Images et sons                                                                                  |
| E       | 12      | 1          | Photographie                                                                                    |
| E       | 12      | 2          | Production en laboratoire cinématographique                                                     |
| E       | 12      | 3          | Production en laboratoire photographique                                                        |
| E       | 12      | 4          | Projection cinéma                                                                               |
| E       | 12      | 5          | Réalisation de contenus multimédias                                                             |
| E       | 13      |            | Industries graphiques                                                                           |
| E       | 13      | 1          | Conduite de machines d’impression                                                               |
| E       | 13      | 2          | Conduite de machines de façonnage routage                                                       |
| E       | 13      | 3          | Encadrement des industries graphiques                                                           |
| E       | 13      | 4          | Façonnage et routage                                                                            |
| E       | 13      | 5          | Préparation et correction en édition et presse                                                  |
| E       | 13      | 6          | Pré-presse                                                                                      |
| E       | 13      | 7          | Reprographie                                                                                    |
| E       | 13      | 8          | Intervention technique en industrie graphique                                                   |
| E       | 14      |            | Publicité                                                                                       |
| E       | 14      | 1          | Développement et promotion publicitaire                                                         |
| E       | 14      | 2          | Élaboration de plan média                                                                       |
| F       |         |            | CONSTRUCTION, BÂTIMENT ET TRAVAUX PUBLICS                                                       |
| F       | 11      |            | Conception et études                                                                            |
| F       | 11      | 1          | Architecture du BTP                                                                             |
| F       | 11      | 2          | Conception - aménagement d’espaces intérieurs                                                   |
| F       | 11      | 3          | Contrôle et diagnostic technique du bâtiment                                                    |
| F       | 11      | 4          | Dessin BTP                                                                                      |
| F       | 11      | 5          | Études géologiques                                                                              |
| F       | 11      | 6          | Ingénierie et études du BTP                                                                     |
| F       | 11      | 7          | Mesures topographiques                                                                          |
| F       | 11      | 8          | Métré de la construction                                                                        |
| F       | 12      |            | Conduite et encadrement de chantier - travaux                                                   |
| F       | 12      | 1          | Conduite de travaux du BTP                                                                      |
| F       | 12      | 2          | Direction de chantier du BTP                                                                    |
| F       | 12      | 3          | Direction et ingénierie d’exploitation de gisements et de carrières                             |
| F       | 12      | 4          | Sécurité et protection santé du BTP                                                             |
| F       | 13      |            | Engins de chantier                                                                              |
| F       | 13      | 1          | Conduite de grue                                                                                |
| F       | 13      | 2          | Conduite d’engins de terrassement et de carrière                                                |
| F       | 14      |            | Extraction                                                                                      |
| F       | 14      | 1          | Extraction liquide et gazeuse                                                                   |
| F       | 14      | 2          | Extraction solide                                                                               |
| F       | 15      |            | Montage de structures                                                                           |
| F       | 15      | 1          | Montage de structures et de charpentes bois                                                     |
| F       | 15      | 2          | Montage de structures métalliques                                                               |
| F       | 15      | 3          | Réalisation - installation d’ossatures bois                                                     |
| F       | 16      |            | Second œuvre                                                                                    |
| F       | 16      | 1          | Application et décoration en plâtre, stuc et staff                                              |
| F       | 16      | 2          | Électricité bâtiment                                                                            |
| F       | 16      | 3          | Installation d’équipements sanitaires et thermiques                                             |
| F       | 16      | 4          | Montage d’agencements                                                                           |
| F       | 16      | 5          | Montage de réseaux électriques et télécoms                                                      |
| F       | 16      | 6          | Peinture en bâtiment                                                                            |
| F       | 16      | 7          | Pose de fermetures menuisées                                                                    |
| F       | 16      | 8          | Pose de revêtements rigides                                                                     |
| F       | 16      | 9          | Pose de revêtements souples                                                                     |
| F       | 16      | 10         | Pose et restauration de couvertures                                                             |
| F       | 16      | 11         | Réalisation et restauration de façades                                                          |
| F       | 16      | 12         | Taille et décoration de pierres                                                                 |
| F       | 16      | 13         | Travaux d’étanchéité et d’isolation                                                             |
| F       | 17      |            | Travaux et gros œuvre                                                                           |
| F       | 17      | 1          | Construction en béton                                                                           |
| F       | 17      | 2          | Construction de routes et voies                                                                 |
| F       | 17      | 3          | Maçonnerie                                                                                      |
| F       | 17      | 4          | Préparation du gros œuvre et des travaux publics                                                |
| F       | 17      | 5          | Pose de canalisations                                                                           |
| F       | 17      | 6          | Préfabrication en béton industriel                                                              |
| G       |         |            | HÔTELLERIE-RESTAURATION TOURISME LOISIRS ET ANIMATION                                           |
| G       | 11      |            | Accueil et promotion touristique                                                                |
| G       | 11      | 1          | Accueil touristique                                                                             |
| G       | 11      | 2          | Promotion du tourisme local                                                                     |
| G       | 12      |            | Animation d’activités de loisirs                                                                |
| G       | 12      | 1          | Accompagnement de voyages, d’activités culturelles ou sportives                                 |
| G       | 12      | 2          | Animation d’activités culturelles ou ludiques                                                   |
| G       | 12      | 3          | Animation de loisirs auprès d’enfants ou d’adolescents                                          |
| G       | 12      | 4          | Éducation en activités sportives                                                                |
| G       | 12      | 5          | Personnel d’attractions ou de structures de loisirs                                             |
| G       | 12      | 6          | Personnel technique des jeux                                                                    |
| G       | 13      |            | Conception, commercialisation et vente de produits touristiques                                 |
| G       | 13      | 1          | Conception de produits touristiques                                                             |
| G       | 13      | 2          | Optimisation de produits touristiques                                                           |
| G       | 13      | 3          | Vente de voyages                                                                                |
| G       | 14      |            | Gestion et direction                                                                            |
| G       | 14      | 1          | Assistance de direction d’hôtel-restaurant                                                      |
| G       | 14      | 2          | Management d’hôtel-restaurant                                                                   |
| G       | 14      | 3          | Gestion de structure de loisirs ou d’hébergement touristique                                    |
| G       | 14      | 4          | Management d’établissement de restauration collective                                           |
| G       | 15      |            | Personnel d’étage en hôtellerie                                                                 |
| G       | 15      | 1          | Personnel d'étage                                                                               |
| G       | 15      | 2          | Personnel polyvalent d’hôtellerie                                                               |
| G       | 15      | 3          | Management du personnel d’étage                                                                 |
| G       | 16      |            | Production culinaire                                                                            |
| G       | 16      | 1          | Management du personnel de cuisine                                                              |
| G       | 16      | 2          | Personnel de cuisine                                                                            |
| G       | 16      | 3          | Personnel polyvalent en restauration                                                            |
| G       | 16      | 4          | Fabrication de crêpes ou pizzas                                                                 |
| G       | 16      | 5          | Plonge en restauration                                                                          |
| G       | 17      |            | Accueil en hôtellerie                                                                           |
| G       | 17      | 1          | Conciergerie en hôtellerie                                                                      |
| G       | 17      | 2          | Personnel du hall                                                                               |
| G       | 17      | 3          | Réception en hôtellerie                                                                         |
| G       | 18      |            | Service                                                                                         |
| G       | 18      | 1          | Café, bar brasserie                                                                             |
| G       | 18      | 2          | Management du service en restauration                                                           |
| G       | 18      | 3          | Service en restauration                                                                         |
| G       | 18      | 4          | Sommellerie                                                                                     |
| H       |         |            | INDUSTRIE                                                                                       |
| H       | 1       |            | Études et supports techniques à l’industrie                                                     |
| H       | 11      |            | Affaires et support technique client                                                            |
| H       | 11      | 1          | Assistance et support technique client                                                          |
| H       | 11      | 2          | Management et ingénierie d’affaires                                                             |
| H       | 12      |            | Conception, recherche, études et développement                                                  |
| H       | 12      | 1          | Expertise technique couleur en industrie                                                        |
| H       | 12      | 2          | Conception et dessin de produits électriques et électroniques                                   |
| H       | 12      | 3          | Conception et dessin produits mécaniques                                                        |
| H       | 12      | 4          | Design industriel                                                                               |
| H       | 12      | 5          | Études - modèles en industrie des matériaux souples                                             |
| H       | 12      | 6          | Management et ingénierie études, recherche et développement industriel                          |
| H       | 12      | 7          | Rédaction technique                                                                             |
| H       | 12      | 8          | Intervention technique en études et conception en automatisme                                   |
| H       | 12      | 9          | Intervention technique en études et développement électronique                                  |
| H       | 12      | 10         | Intervention technique en études, recherche et développement                                    |
| H       | 13      |            | Hygiène Sécurité Environnement -HSE- industriels                                                |
| H       | 13      | 1          | Inspection de conformité                                                                        |
| H       | 13      | 2          | Management et ingénierie Hygiène Sécurité Environnement -HSE- industriels                       |
| H       | 13      | 3          | Intervention technique en Hygiène Sécurité Environnement -HSE- industriel                       |
| H       | 14      |            | Méthodes et gestion industrielles                                                               |
| H       | 14      | 1          | Management et ingénierie gestion industrielle et logistique                                     |
| H       | 14      | 2          | Management et ingénierie méthodes et industrialisation                                          |
| H       | 14      | 3          | Intervention technique en gestion industrielle et logistique                                    |
| H       | 14      | 4          | Intervention technique en méthodes et industrialisation                                         |
| H       | 15      |            | Qualité et analyses industrielles                                                               |
| H       | 15      | 1          | Direction de laboratoire d’analyse industrielle                                                 |
| H       | 15      | 2          | Management et ingénierie qualité industrielle                                                   |
| H       | 15      | 3          | Intervention technique en laboratoire d’analyse industrielle                                    |
| H       | 15      | 4          | Intervention technique en contrôle essai qualité en électricité et électronique                 |
| H       | 15      | 5          | Intervention technique en formulation et analyse sensorielle                                    |
| H       | 15      | 6          | Intervention technique qualité en mécanique et travail des métaux                               |
| H       | 2       |            | Production industrielle                                                                         |
| H       | 21      |            | Alimentaire                                                                                     |
| H       | 21      | 1          | Abattage et découpe des viandes                                                                 |
| H       | 21      | 2          | Conduite d’équipement de production alimentaire                                                 |
| H       | 22      |            | Bois                                                                                            |
| H       | 22      | 1          | Assemblage d’ouvrages en bois                                                                   |
| H       | 22      | 2          | Conduite d’équipement de fabrication de l’ameublement et du bois                                |
| H       | 22      | 3          | Conduite d’installation de production de panneaux bois                                          |
| H       | 22      | 4          | Encadrement des industries de l’ameublement et du bois                                          |
| H       | 22      | 5          | Première transformation de bois d’œuvre                                                         |
| H       | 22      | 6          | Réalisation de menuiserie bois et tonnellerie                                                   |
| H       | 22      | 7          | Réalisation de meubles en bois                                                                  |
| H       | 22      | 8          | Réalisation d’ouvrages décoratifs en bois                                                       |
| H       | 22      | 9          | Intervention technique en ameublement et bois                                                   |
| H       | 23      |            | Chimie et pharmacie                                                                             |
| H       | 23      | 1          | Conduite d’équipement de production chimique ou pharmaceutique                                  |
| H       | 24      |            | Cuir et textile                                                                                 |
| H       | 24      | 1          | Assemblage - montage d’articles en cuirs, peaux                                                 |
| H       | 24      | 2          | Assemblage - montage de vêtements et produits textiles                                          |
| H       | 24      | 3          | Conduite de machine de fabrication de produits textiles                                         |
| H       | 24      | 4          | Conduite de machine de production et transformation des fils                                    |
| H       | 24      | 5          | Conduite de machine de textiles non-tissés                                                      |
| H       | 24      | 6          | Conduite de machine de traitement textile                                                       |
| H       | 24      | 7          | Conduite de machine de transformation et de finition des cuirs et peaux                         |
| H       | 24      | 8          | Conduite de machine d’impression textile                                                        |
| H       | 24      | 9          | Coupe cuir, textile et matériaux souples                                                        |
| H       | 24      | 10         | Mise en forme, repassage et finitions en industrie textile                                      |
| H       | 24      | 11         | Montage de prototype cuir et matériaux souples                                                  |
| H       | 24      | 12         | Patronage - gradation                                                                           |
| H       | 24      | 13         | Préparation de fils, montage de métiers textiles                                                |
| H       | 24      | 14         | Préparation et finition d’articles en cuir et matériaux souples                                 |
| H       | 24      | 15         | Contrôle en industrie du cuir et du textile                                                     |
| H       | 25      |            | Direction, encadrement et pilotage de fabrication et production industrielles                   |
| H       | 25      | 1          | Encadrement de production de matériel électrique et électronique                                |
| H       | 25      | 2          | Management et ingénierie de production                                                          |
| H       | 25      | 3          | Pilotage d’unité élémentaire de production mécanique                                            |
| H       | 25      | 4          | Encadrement d’équipe en industrie de transformation                                             |
| H       | 25      | 5          | Encadrement d’équipe ou d’atelier en matériaux souples                                          |
| H       | 26      |            | Électronique et électricité                                                                     |
| H       | 26      | 1          | Bobinage électrique                                                                             |
| H       | 26      | 2          | Câblage électrique et électromécanique                                                          |
| H       | 26      | 3          | Conduite d’installation automatisée de production électrique, électronique et microélectronique |
| H       | 26      | 4          | Montage de produits électriques et électroniques                                                |
| H       | 26      | 5          | Montage et câblage électronique                                                                 |
| H       | 27      |            | Énergie                                                                                         |
| H       | 27      | 1          | Pilotage d’installation énergétique et pétrochimique                                            |
| H       | 28      |            | Matériaux de construction, céramique et verre                                                   |
| H       | 28      | 1          | Conduite d’équipement de transformation du verre                                                |
| H       | 28      | 2          | Conduite d’installation de production de matériaux de construction                              |
| H       | 28      | 3          | Façonnage et émaillage en industrie céramique                                                   |
| H       | 28      | 4          | Pilotage de centrale à béton prêt à l’emploi, ciment, enrobés et granulats                      |
| H       | 28      | 5          | Pilotage d’installation de production verrière                                                  |
| H       | 29      |            | Mécanique, travail des métaux et outillage                                                      |
| H       | 29      | 1          | Ajustement et montage de fabrication                                                            |
| H       | 29      | 2          | Chaudronnerie - tôlerie                                                                         |
| H       | 29      | 3          | Conduite d’équipement d’usinage                                                                 |
| H       | 29      | 4          | Conduite d’équipement de déformation des métaux                                                 |
| H       | 29      | 5          | Conduite d’équipement de formage et découpage des matériaux                                     |
| H       | 29      | 6          | Conduite d’installation automatisée ou robotisée de fabrication mécanique                       |
| H       | 29      | 7          | Conduite d’installation de production des métaux                                                |
| H       | 29      | 8          | Modelage de matériaux non métalliques                                                           |
| H       | 29      | 9          | Montage-assemblage mécanique                                                                    |
| H       | 29      | 10         | Moulage sable                                                                                   |
| H       | 29      | 11         | Réalisation de structures métalliques                                                           |
| H       | 29      | 12         | Réglage d’équipement de production industrielle                                                 |
| H       | 29      | 13         | Soudage manuel                                                                                  |
| H       | 29      | 14         | Réalisation et montage en tuyauterie                                                            |
| H       | 31      |            | Papier et carton                                                                                |
| H       | 31      | 1          | Conduite d’équipement de fabrication de papier ou de carton                                     |
| H       | 31      | 2          | Conduite d’installation de pâte à papier                                                        |
| H       | 32      |            | Plastique, caoutchouc                                                                           |
| H       | 32      | 1          | Conduite d’équipement de formage des plastiques et caoutchoucs                                  |
| H       | 32      | 2          | Réglage d’équipement de formage des plastiques et caoutchoucs                                   |
| H       | 32      | 3          | Fabrication de pièces en matériaux composites                                                   |
| H       | 33      |            | Préparation et conditionnement                                                                  |
| H       | 33      | 1          | Conduite d’équipement de conditionnement                                                        |
| H       | 33      | 2          | Opérations manuelles d’assemblage, tri ou emballage                                             |
| H       | 33      | 3          | Préparation de matières et produits industriels (broyage, mélange, ...)                         |
| H       | 34      |            | Traitements thermiques et traitements de surfaces                                               |
| H       | 34      | 1          | Conduite de traitement d’abrasion de surface                                                    |
| H       | 34      | 2          | Conduite de traitement par dépôt de surface                                                     |
| H       | 34      | 3          | Conduite de traitement thermique                                                                |
| H       | 34      | 4          | Peinture industrielle                                                                           |
| I       |         |            | INSTALLATION ET MAINTENANCE                                                                     |
| I       | 11      |            | Encadrement                                                                                     |
| I       | 11      | 1          | Direction et ingénierie en entretien infrastructure et bâti                                     |
| I       | 11      | 2          | Management et ingénierie de maintenance industrielle                                            |
| I       | 11      | 3          | Supervision d’entretien et gestion de véhicules                                                 |
| I       | 12      |            | Entretien technique                                                                             |
| I       | 12      | 1          | Entretien d’affichage et mobilier urbain                                                        |
| I       | 12      | 2          | Entretien et surveillance du tracé routier                                                      |
| I       | 12      | 3          | Maintenance des bâtiments et des locaux                                                         |
| I       | 13      |            | Équipements de production, équipements collectifs                                               |
| I       | 13      | 1          | Installation et maintenance d’ascenseurs                                                        |
| I       | 13      | 2          | Installation et maintenance d’automatismes                                                      |
| I       | 13      | 3          | Installation et maintenance de distributeurs automatiques                                       |
| I       | 13      | 4          | Installation et maintenance d’équipements industriels et d’exploitation                         |
| I       | 13      | 5          | Installation et maintenance électronique                                                        |
| I       | 13      | 6          | Installation et maintenance en froid, conditionnement d’air                                     |
| I       | 13      | 7          | Installation et maintenance télécoms et courants faibles                                        |
| I       | 13      | 8          | Maintenance d’installation de chauffage                                                         |
| I       | 13      | 9          | Maintenance électrique                                                                          |
| I       | 13      | 10         | Maintenance mécanique industrielle                                                              |
| I       | 14      |            | Équipements domestiques et informatique                                                         |
| I       | 14      | 1          | Maintenance informatique et bureautique                                                         |
| I       | 14      | 2          | Réparation de biens électro-domestiques                                                         |
| I       | 15      |            | Travaux d’accès difficile                                                                       |
| I       | 15      | 1          | Intervention en grande hauteur                                                                  |
| I       | 15      | 2          | Intervention en milieu subaquatique                                                             |
| I       | 15      | 3          | Intervention en milieux et produits nocifs                                                      |
| I       | 16      |            | Véhicules, engins, aéronefs                                                                     |
| I       | 16      | 1          | Installation et maintenance en nautisme                                                         |
| I       | 16      | 2          | Maintenance d’aéronefs                                                                          |
| I       | 16      | 3          | Maintenance d’engins de chantier, levage, manutention et de machines agricoles                  |
| I       | 16      | 4          | Mécanique automobile                                                                            |
| I       | 16      | 5          | Mécanique de marine                                                                             |
| I       | 16      | 6          | Réparation de carrosserie                                                                       |
| I       | 16      | 7          | Réparation de cycles, motocycles et motoculteurs de loisirs                                     |
| J       |         |            | SANTÉ                                                                                           |
| J       | 11      |            | Praticiens médicaux                                                                             |
| J       | 11      | 1          | Médecine de prévention                                                                          |
| J       | 11      | 2          | Médecine généraliste et spécialisée                                                             |
| J       | 11      | 3          | Médecine dentaire                                                                               |
| J       | 11      | 4          | Suivi de la grossesse et de l’accouchement                                                      |
| J       | 12      |            | Praticiens médico-techniques                                                                    |
| J       | 12      | 1          | Biologie médicale                                                                               |
| J       | 12      | 2          | Pharmacie                                                                                       |
| J       | 13      |            | Professionnels médico-techniques                                                                |
| J       | 13      | 1          | Personnel polyvalent des services hospitaliers                                                  |
| J       | 13      | 2          | Analyses médicales                                                                              |
| J       | 13      | 3          | Assistance médico-technique                                                                     |
| J       | 13      | 4          | Aide en puériculture                                                                            |
| J       | 13      | 5          | Conduite de véhicules sanitaires                                                                |
| J       | 13      | 6          | Imagerie médicale                                                                               |
| J       | 13      | 7          | Préparation en pharmacie                                                                        |
| J       | 14      |            | Rééducation et appareillage                                                                     |
| J       | 14      | 1          | Audioprothèses                                                                                  |
| J       | 14      | 2          | Diététique                                                                                      |
| J       | 14      | 3          | Ergothérapie                                                                                    |
| J       | 14      | 4          | Kinésithérapie                                                                                  |
| J       | 14      | 5          | Optique - lunetterie                                                                            |
| J       | 14      | 6          | Orthophonie                                                                                     |
| J       | 14      | 7          | Orthoptique                                                                                     |
| J       | 14      | 8          | Ostéopathie et chiropraxie                                                                      |
| J       | 14      | 9          | Pédicurie et podologie                                                                          |
| J       | 14      | 10         | Prothèses dentaires                                                                             |
| J       | 14      | 11         | Prothèses et orthèses                                                                           |
| J       | 14      | 12         | Rééducation en psychomotricité                                                                  |
| J       | 15      |            | Soins paramédicaux                                                                              |
| J       | 15      | 1          | Soins d'hygiène, de confort du patient                                                          |
| J       | 15      | 2          | Coordination de services médicaux ou paramédicaux                                               |
| J       | 15      | 3          | Soins infirmiers spécialisés en anesthésie                                                      |
| J       | 15      | 4          | Soins infirmiers spécialisés en bloc opératoire                                                 |
| J       | 15      | 5          | Soins infirmiers spécialisés en prévention                                                      |
| J       | 15      | 6          | Soins infirmiers généralistes                                                                   |
| J       | 15      | 7          | Soins infirmiers spécialisés en puériculture                                                    |
| K       |         |            | SERVICES À LA PERSONNE ET À LA COLLECTIVITÉ                                                     |
| K       | 11      |            | Accompagnement de la personne                                                                   |
| K       | 11      | 1          | Accompagnement et médiation familiale                                                           |
| K       | 11      | 2          | Aide aux bénéficiaires d'une mesure de protection juridique                                     |
| K       | 11      | 3          | Développement personnel et bien-être de la personne                                             |
| K       | 11      | 4          | Psychologie                                                                                     |
| K       | 12      |            | Action sociale, socio-éducative et socioculturelle                                              |
| K       | 12      | 1          | Action sociale                                                                                  |
| K       | 12      | 2          | Éducation de jeunes enfants                                                                     |
| K       | 12      | 3          | Encadrement technique en insertion professionnelle                                              |
| K       | 12      | 4          | Médiation sociale et facilitation de la vie en société                                          |
| K       | 12      | 5          | Information sociale                                                                             |
| K       | 12      | 6          | Intervention socioculturelle                                                                    |
| K       | 12      | 7          | Intervention socio-éducative                                                                    |
| K       | 13      |            | Aide à la vie quotidienne                                                                       |
| K       | 13      | 1          | Accompagnement médico-social                                                                    |
| K       | 13      | 2          | Assistance auprès d'adultes                                                                     |
| K       | 13      | 3          | Assistance auprès d'enfants                                                                     |
| K       | 13      | 4          | Services domestiques                                                                            |
| K       | 13      | 5          | Intervention sociale et familiale                                                               |
| K       | 14      |            | Conception et mise en œuvre des politiques publiques                                            |
| K       | 14      | 1          | Conception et pilotage de la politique des pouvoirs publics                                     |
| K       | 14      | 2          | Conseil en Santé Publique                                                                       |
| K       | 14      | 3          | Management de structure de santé, sociale ou pénitentiaire                                      |
| K       | 14      | 4          | Mise en œuvre et pilotage de la politique des pouvoirs publics                                  |
| K       | 14      | 5          | Représentation de l’État sur le territoire national ou international                            |
| K       | 15      |            | Contrôle public                                                                                 |
| K       | 15      | 1          | Application des règles financières publiques                                                    |
| K       | 15      | 2          | Contrôle et inspection des Affaires Sociales                                                    |
| K       | 15      | 3          | Contrôle et inspection des impôts                                                               |
| K       | 15      | 4          | Contrôle et inspection du Trésor Public                                                         |
| K       | 15      | 5          | Protection des consommateurs et contrôle des échanges commerciaux                               |
| K       | 16      |            | Culture et gestion documentaire                                                                 |
| K       | 16      | 1          | Gestion de l'information et de la documentation                                                 |
| K       | 16      | 2          | Gestion de patrimoine culturel                                                                  |
| K       | 17      |            | Défense, sécurité publique et secours                                                           |
| K       | 17      | 1          | Personnel de la Défense                                                                         |
| K       | 17      | 2          | Direction de la sécurité civile et des secours                                                  |
| K       | 17      | 3          | Direction opérationnelle de la défense                                                          |
| K       | 17      | 4          | Management de la sécurité publique                                                              |
| K       | 17      | 5          | Sécurité civile et secours                                                                      |
| K       | 17      | 6          | Sécurité publique                                                                               |
| K       | 17      | 7          | Surveillance municipale                                                                         |
| K       | 18      |            | Développement territorial et emploi                                                             |
| K       | 18      | 1          | Conseil en emploi et insertion socioprofessionnelle                                             |
| K       | 18      | 2          | Développement local                                                                             |
| K       | 19      |            | Droit                                                                                           |
| K       | 19      | 1          | Aide et médiation judiciaire                                                                    |
| K       | 19      | 2          | Collaboration juridique                                                                         |
| K       | 19      | 3          | Défense et conseil juridique                                                                    |
| K       | 19      | 4          | Magistrature                                                                                    |
| K       | 21      |            | Formation initiale et continue                                                                  |
| K       | 21      | 1          | Conseil en formation                                                                            |
| K       | 21      | 2          | Coordination pédagogique                                                                        |
| K       | 21      | 3          | Direction d'établissement et d'enseignement                                                     |
| K       | 21      | 4          | Éducation et surveillance au sein d'établissements d'enseignement                               |
| K       | 21      | 5          | Enseignement artistique                                                                         |
| K       | 21      | 6          | Enseignement des écoles                                                                         |
| K       | 21      | 7          | Enseignement général du second degré                                                            |
| K       | 21      | 8          | Enseignement supérieur                                                                          |
| K       | 21      | 9          | Enseignement technique et professionnel                                                         |
| K       | 21      | 10         | Formation en conduite de véhicules                                                              |
| K       | 21      | 11         | Formation professionnelle                                                                       |
| K       | 21      | 12         | Orientation scolaire et professionnelle                                                         |
| K       | 22      |            | Nettoyage et propreté industriels                                                               |
| K       | 22      | 1          | Blanchisserie industrielle                                                                      |
| K       | 22      | 2          | Lavage de vitres                                                                                |
| K       | 22      | 3          | Management et inspection en propreté de locaux                                                  |
| K       | 22      | 4          | Nettoyage de locaux                                                                             |
| K       | 23      |            | Propreté et environnement urbain                                                                |
| K       | 23      | 1          | Distribution et assainissement d'eau                                                            |
| K       | 23      | 2          | Management et inspection en environnement urbain                                                |
| K       | 23      | 3          | Nettoyage des espaces urbains                                                                   |
| K       | 23      | 4          | Revalorisation de produits industriels                                                          |
| K       | 23      | 5          | Salubrité et traitement de nuisibles                                                            |
| K       | 23      | 6          | Supervision d'exploitation éco-industrielle                                                     |
| K       | 24      |            | Recherche                                                                                       |
| K       | 24      | 1          | Recherche en sciences de l'homme et de la société                                               |
| K       | 24      | 2          | Recherche en sciences de l'univers, de la matière et du vivant                                  |
| K       | 25      |            | Sécurité privée                                                                                 |
| K       | 25      | 1          | Gardiennage de locaux                                                                           |
| K       | 25      | 2          | Management de sécurité privée                                                                   |
| K       | 25      | 3          | Sécurité et surveillance privées                                                                |
| K       | 26      |            | Services funéraires                                                                             |
| K       | 26      | 1          | Conduite d'opérations funéraires                                                                |
| K       | 26      | 2          | Conseil en services funéraires                                                                  |
| K       | 26      | 3          | Thanatopraxie                                                                                   |
| L       |         |            | SPECTACLE                                                                                       |
| L       | 11      |            | Animation de spectacles                                                                         |
| L       | 11      | 1          | Animation musicale et scénique                                                                  |
| L       | 11      | 2          | Mannequinat et pose artistique                                                                  |
| L       | 11      | 3          | Présentation de spectacles ou d'émissions                                                       |
| L       | 12      |            | Artistes - interprètes du spectacle                                                             |
| L       | 12      | 1          | Danse                                                                                           |
| L       | 12      | 2          | Musique et chant                                                                                |
| L       | 12      | 3          | Art dramatique                                                                                  |
| L       | 12      | 4          | Arts du cirque et arts visuels                                                                  |
| L       | 13      |            | Conception et production de spectacles                                                          |
| L       | 13      | 1          | Mise en scène de spectacles vivants                                                             |
| L       | 13      | 2          | Production et administration spectacle, cinéma et audiovisuel                                   |
| L       | 13      | 3          | Promotion d'artistes et de spectacles                                                           |
| L       | 13      | 4          | Réalisation cinématographique et audiovisuelle                                                  |
| L       | 14      |            | Sport professionnel                                                                             |
| L       | 14      | 1          | Sportif professionnel                                                                           |
| L       | 15      |            | Techniciens du spectacle                                                                        |
| L       | 15      | 1          | Coiffure et maquillage spectacle                                                                |
| L       | 15      | 2          | Costume et habillage spectacle                                                                  |
| L       | 15      | 3          | Décor et accessoires spectacle                                                                  |
| L       | 15      | 4          | Éclairage spectacle                                                                             |
| L       | 15      | 5          | Image cinématographique et télévisuelle                                                         |
| L       | 15      | 6          | Machinerie spectacle                                                                            |
| L       | 15      | 7          | Montage et postproduction                                                                       |
| L       | 15      | 8          | Prise de son et sonorisation                                                                    |
| L       | 15      | 9          | Régie générale                                                                                  |
| M       |         |            | SUPPORT À L’ENTREPRISE                                                                          |
| M       | 11      |            | Achats                                                                                          |
| M       | 11      | 1          | Achats                                                                                          |
| M       | 11      | 2          | Direction des achats                                                                            |
| M       | 12      |            | Comptabilité et gestion                                                                         |
| M       | 12      | 1          | Analyse et ingénierie financière                                                                |
| M       | 12      | 2          | Audit et contrôle comptables et financiers                                                      |
| M       | 12      | 3          | Comptabilité                                                                                    |
| M       | 12      | 4          | Contrôle de gestion                                                                             |
| M       | 12      | 5          | Direction administrative et financière                                                          |
| M       | 12      | 6          | Management de groupe ou de service comptable                                                    |
| M       | 12      | 7          | Trésorerie et financement                                                                       |
| M       | 13      |            | Direction d'entreprise                                                                          |
| M       | 13      | 1          | Direction de grande entreprise ou d'établissement public                                        |
| M       | 13      | 2          | Direction de petite ou moyenne entreprise                                                       |
| M       | 14      |            | Organisation et études                                                                          |
| M       | 14      | 1          | Conduite d'enquêtes                                                                             |
| M       | 14      | 2          | Conseil en organisation et management d'entreprise                                              |
| M       | 14      | 3          | Études et prospectives socio-économiques                                                        |
| M       | 14      | 4          | Management et gestion d'enquêtes                                                                |
| M       | 15      |            | Ressources humaines                                                                             |
| M       | 15      | 1          | Assistanat en ressources humaines                                                               |
| M       | 15      | 2          | Développement des ressources humaines                                                           |
| M       | 15      | 3          | Management des ressources humaines                                                              |
| M       | 16      |            | Secrétariat et assistance                                                                       |
| M       | 16      | 1          | Accueil et renseignements                                                                       |
| M       | 16      | 2          | Opérations administratives                                                                      |
| M       | 16      | 3          | Distribution de documents                                                                       |
| M       | 16      | 4          | Assistanat de direction                                                                         |
| M       | 16      | 5          | Assistanat technique et administratif                                                           |
| M       | 16      | 6          | Saisie de données                                                                               |
| M       | 16      | 7          | Secrétariat                                                                                     |
| M       | 16      | 8          | Secrétariat comptable                                                                           |
| M       | 16      | 9          | Secrétariat et assistanat médical ou médico-social                                              |
| M       | 17      |            | Stratégie commerciale, marketing et supervision des ventes                                      |
| M       | 17      | 1          | Administration des ventes                                                                       |
| M       | 17      | 2          | Analyse de tendance                                                                             |
| M       | 17      | 3          | Management et gestion de produit                                                                |
| M       | 17      | 4          | Management relation clientèle                                                                   |
| M       | 17      | 5          | Marketing                                                                                       |
| M       | 17      | 6          | Promotion des ventes                                                                            |
| M       | 17      | 7          | Stratégie commerciale                                                                           |
| M       | 18      |            | Systèmes d'information et de télécommunication                                                  |
| M       | 18      | 1          | Administration de systèmes d'information                                                        |
| M       | 18      | 2          | Conseil et maîtrise d'ouvrage en systèmes d'information                                         |
| M       | 18      | 3          | Direction des systèmes d'information                                                            |
| M       | 18      | 4          | Études et développement de réseaux de télécoms                                                  |
| M       | 18      | 5          | Études et développement informatique                                                            |
| M       | 18      | 6          | Expertise et support technique en systèmes d'information                                        |
| M       | 18      | 7          | Exploitation de systèmes de communication et de commandement                                    |
| M       | 18      | 8          | Information géographique                                                                        |
| M       | 18      | 9          | Information météorologique                                                                      |
| M       | 18      | 10         | Production et exploitation de systèmes d'information                                            |
| N       |         |            | TRANSPORT ET LOGISTIQUE                                                                         |
| N       | 1       |            | Logistique                                                                                      |
| N       | 11      |            | Magasinage, manutention des charges et déménagement                                             |
| N       | 11      | 1          | Conduite d'engins de déplacement des charges                                                    |
| N       | 11      | 2          | Déménagement                                                                                    |
| N       | 11      | 3          | Magasinage et préparation de commandes                                                          |
| N       | 11      | 4          | Manœuvre et conduite d'engins lourds de manutention                                             |
| N       | 11      | 5          | Manutention manuelle de charges                                                                 |
| N       | 12      |            | Organisation de la circulation des marchandises                                                 |
| N       | 12      | 1          | Affrètement transport                                                                           |
| N       | 12      | 2          | Gestion des opérations de circulation internationale des marchandises                           |
| N       | 13      |            | Personnel d'encadrement                                                                         |
| N       | 13      | 1          | Conception et organisation de la chaîne logistique                                              |
| N       | 13      | 2          | Direction de site logistique                                                                    |
| N       | 13      | 3          | Intervention technique d'exploitation logistique                                                |
| N       | 2       |            | Transport aérien et activités aéroportuaires                                                    |
| N       | 21      |            | Personnel navigant du transport aérien                                                          |
| N       | 21      | 1          | Navigation commerciale aérienne                                                                 |
| N       | 21      | 2          | Pilotage et navigation technique aérienne                                                       |
| N       | 22      |            | Personnel sédentaire du transport aérien                                                        |
| N       | 22      | 1          | Personnel d'escale aéroportuaire                                                                |
| N       | 22      | 2          | Contrôle de la navigation aérienne                                                              |
| N       | 22      | 3          | Exploitation des pistes aéroportuaires                                                          |
| N       | 22      | 4          | Préparation des vols                                                                            |
| N       | 22      | 5          | Direction d'escale et exploitation aéroportuaire                                                |
| N       | 3       |            | Transport maritime et fluvial et activités portuaires                                           |
| N       | 31      |            | Personnel navigant du transport maritime et fluvial                                             |
| N       | 31      | 1          | Encadrement de la navigation maritime                                                           |
| N       | 31      | 2          | Équipage de la navigation maritime                                                              |
| N       | 31      | 3          | Navigation fluviale                                                                             |
| N       | 32      |            | Personnel sédentaire du transport maritime et fluvial                                           |
| N       | 32      | 1          | Exploitation des opérations portuaires et du transport maritime                                 |
| N       | 32      | 2          | Exploitation du transport fluvial                                                               |
| N       | 32      | 3          | Manutention portuaire                                                                           |
| N       | 4       |            | Transport terrestre                                                                             |
| N       | 41      |            | Personnel de conduite du transport routier                                                      |
| N       | 41      | 1          | Conduite de transport de marchandises sur longue distance                                       |
| N       | 41      | 2          | Conduite de transport de particuliers                                                           |
| N       | 41      | 3          | Conduite de transport en commun sur route                                                       |
| N       | 41      | 4          | Courses et livraisons express                                                                   |
| N       | 41      | 5          | Conduite et livraison par tournées sur courte distance                                          |
| N       | 42      |            | Personnel d'encadrement du transport routier                                                    |
| N       | 42      | 1          | Direction d'exploitation des transports routiers de marchandises                                |
| N       | 42      | 2          | Direction d'exploitation des transports routiers de personnes                                   |
| N       | 42      | 3          | Intervention technique d'exploitation des transports routiers de marchandises                   |
| N       | 42      | 4          | Intervention technique d'exploitation des transports routiers de personnes                      |
| N       | 43      |            | Personnel navigant du transport terrestre                                                       |
| N       | 43      | 1          | Conduite sur rails                                                                              |
| N       | 43      | 2          | Contrôle des transports en commun                                                               |
| N       | 44      |            | Personnel sédentaire du transport ferroviaire et réseau filoguidé                               |
| N       | 44      | 1          | Circulation du réseau ferré                                                                     |
| N       | 44      | 2          | Exploitation et manœuvre des remontées mécaniques                                               |
| N       | 44      | 3          | Manœuvre du réseau ferré                                                                        |
|         |         |            |                                                                                                 |

### Les domaines professionnels
Mise à jour à vérifier
- Personnel des services aux personnes
- Personnel des services aux entreprises et aux collectivités
- Personnel de la sécurité publique
- Personnel des services administratifs
- Personnel des services commerciaux
- Personnel de l'hôtellerie
- Personnel de la restauration
- Personnel de café, bar-brasserie
- Personnel de la distribution
- Personnel de la vente
- Personnel des forces de vente
- Professionnels des arts
- Professionnels du spectacle
- Professionnels de la formation initiale
- Professionnels de la formation continue
- Professionnels de l'intervention sociale et culturelle
- Professionnels de l'intervention socio-économique
- Professionnels des soins paramédicaux
- Professionnels médico-techniques
- Professionnels de la rééducation et de l'appareillage
- Praticiens de la santé
- Praticiens médico-techniques
- Cadres de la gestion administrative
- Professionnels de l'information et de la communication
- Professionnels de l'informatique
- Professionnels du design industriel
- Cadres de la gestion commerciale
- Cadres de la banque, des assurances et de l'immobilier
- Cadres dirigeants
- Personnel de la production agricole
- Personnel de la pêche et de la navigation maritime et fluviale
- Personnel du gros œuvre et des travaux publics
- Personnel du second œuvre
- Conducteurs d'engins de transport terrestre
- Conducteurs d'engins de manœuvre, de génie civil et agricole
- Personnel de la logistique (manutention, gestion et exploitation des transports)
- Personnel d'accompagnement du transport
- Personnel de la construction mécanique et du travail des métaux
- Personnel de la construction électrique et électronique
- Personnel d'entretien, maintenance
- Conducteurs d'installation des industries chimiques, de production d'énergie…
- Conducteurs d'installation de la métallurgie et des matériaux
- Conducteurs d'installation de l'industrie lourde du bois et du papier-carton
- Personnel des fonctions transsectorielles aux industries de process
- Personnel des industries des matériaux souples (textile, habillement, cuir)
- Personnel des industries graphiques
- Personnel des industries de l'ameublement et du bois
- Personnel de l'alimentation
- Personnel artisanal de l'habillement, du cuir et du textile
- Personnel du travail artisanal des matériaux
- Personnel artisanal divers
- Agents d'encadrement de fabrication industrielle
- Agents d'encadrement de maintenance
- Techniciens de préparation de la production
- Techniciens de fabrication, contrôle
- Techniciens d'installation, maintenance
- Cadres techniques de préparation de la production
- Cadres techniques de production
- Cadres technico-commerciaux et de maintenance
- Agents de maîtrise, techniciens et ingénieurs  de l'agriculture…
- Agents de maîtrise, techniciens et ingénieurs  du bâtiment…
- Techniciens et cadres du transport et de la logistique

## Ancienne version, jusqu'en décembre 2009
Un code ROME à 5 chiffres était affecté à chaque métier, de la forme CCDMM :
- CC (CC) 22 catégories professionnelles
- D  (CCD) 61 domaines professionnels
- MM (CCDMM) 466 emplois/métiers